# Marokkanerkaserne

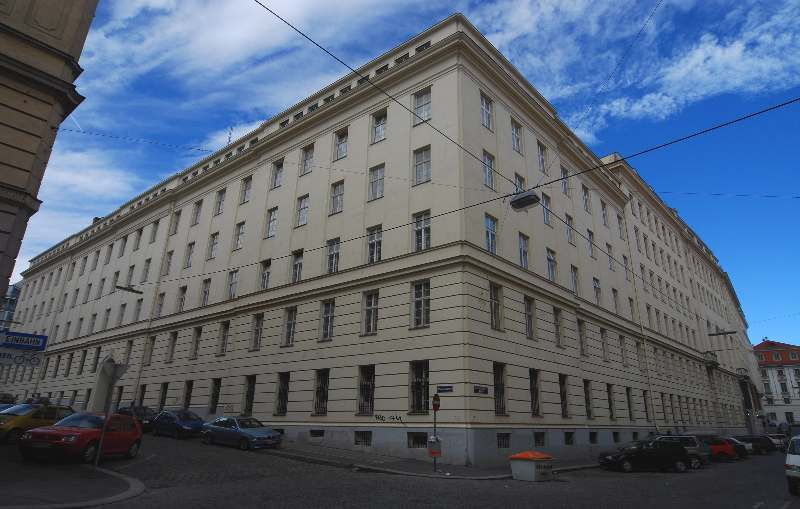
Marokkanerkaserne

Die Marokkanerkaserne befindet sich in der Marokkanergasse 4 im 3. Wiener Gemeindebezirk.

## Geschichte
1913 wurde in der Marokkanergasse eine kleinere Kaserne für die k.u.k. Armee errichtet, die als Ersatz für die Heumarktkaserne konzipiert war und 1914 bezogen wurde.
1921 zog hier die Alarm- und Schulabteilung der Bundespolizeidirektion Wien ein.
Zwischen 1928 und 1933 wurde die Polizeikaserne um den Trakt Am Heumarkt 29–33 nach Plänen des Hochbauateliers im Bundesministerium für Handel und Verkehr erweitert. Das Gebäude mit seiner langen Front präsentiert sich mit abgetreppten Portalgewänden, Gesimsgliederung sowie einem überhöhten polygonalen Eckturm.
Heute befindet sich die Sicherheitsakademie (SIAK) des Innenministeriums  sowie das Bildungszentrum Wien als nachgeordnete Dienststelle der SIAK im Gebäude, in welchem Grundausbildungen und Fortbildungen der Bundespolizei und für Bedienstete des Allgemeinen Verwaltungsdienstes des Innenministeriums durchgeführt werden.

## Name
Der Name „Marokkanerkaserne“ bürgerte sich wegen der Adresse der Kaserne in der Marokkanergasse ein. Mit der um 1790 so benannten Marokkanergasse sollte an den Abschluss eines Handels-, Friedens- und Freundschaftsvertrages zwischen Marokko und der österreichischen Monarchie im Jahre 1783 erinnert werden. Der damalige marokkanische Botschafter, der den Vertrag unterzeichnet hat, wohnte in der Gasse und ließ hier eine „Mission“ errichten.